# Cesare Alfieri di Sostegno
Cesare Giustiniano Enrico Giuseppe Maria Teobaldo Alfieri di Sostegno dei conti della Cassa (Torino, 13 agosto 1799 – Firenze, 16 aprile 1869) è stato un politico e diplomatico italiano, principalmente del Regno di Sardegna (del quale fu ambasciatore e primo ministro) e successivamente d'Italia (di cui fu senatore).

## Biografia
Nato da Carlo Emanuele e Carlotta Duchi dei conti della Cassa, cugino di Vittorio Alfieri, iniziò la carriera diplomatica nel 1816 come allievo presso la Segreteria di Stato, dopodiché venne assegnato col grado di applicato all'ambasciata di Parigi, dove il padre era rappresentante del Regno di Sardegna. Da cui passò al seguito del Conte di Sales, presso le ambasciate dell'Aia e di Berlino, quindi del marchese Grimaldi al congresso di Aquisgrana nel 1818 e poi del marchese di San Marzano e del de La Tour, rispettivamente assistiti dal giovane diplomatico ai congressi di Troppau (1820) e Lubiana (1821). L'esperienza in tal modo maturata e la sua naturale intraprendenza gli fruttarono la nomina a titolare della legazione di Pietroburgo nel gennaio 1824 e durante tale incarico non mancò di distinguersi, riuscendo a stipulare un contratto postale con la Turchia.
Nel 1826 tornò a Torino per sposarsi e prendere servizio nell'incarico di primo scudiero dell'erede al trono, Carlo Alberto. La scomparsa di Carlo Felice e l'avvento al trono del principe di Carignano ne favorirono il progressivo ingresso nella vita pubblica: membro del Consiglio di Stato appena costituito nel 1838; presidente dell'Associazione agraria di Torino nel 1842; magistrato per la riforma degli studi; primo titolare del neocostituito Ministero della Pubblica Istruzione nel 1847; estensore dello Statuto Albertino assieme a Luigi Des Ambrois e Giacinto Borelli; Senatore del Regno dal 3 aprile 1848; presidente del Consiglio dall'agosto all'ottobre del 1848; vicepresidente del Senato dal 1848 al 1855 e presidente del Senato del Regno di Sardegna dal 1855 al 1860. Nel 1861 fece parte della deputazione per presentare l'indirizzo al Re in risposta al discorso della Corona al primo parlamento italiano. La facoltà di scienze politiche dell'Università degli Studi di Firenze ha assegnato il suo nome alla denominazione della scuola, in onore del suo ruolo da diplomatico.

## Incarichi parlamentari al Senato
Cariche
- Vicepresidente (14 ottobre-30 dicembre 1848; 13 febbraio-30 marzo 1849; 27 luglio-20 novembre 1849; 18 dicembre 1849-21 novembre 1853; 15 dicembre 1853-29 maggio 1855)
- Presidente (8 novembre 1855-16 luglio 1857; 12 dicembre 1857 -21 gennaio 1860; 27 marzo-28 dicembre 1860)

Commissioni
- Membro della Commissione di finanze (20 febbraio-30 marzo 1849; 5 febbraio 1851-27 febbraio 1852; 28 dicembre 1853-29 maggio 1855)
- Membro della Commissione di agricoltura e commercio (20 febbraio-30 marzo 1849; 28 dicembre 1853-29 maggio 1855)
- Membro della Commissione per l'esame dei disegni di legge sui trattati di commercio con l'Inghilterra e con il Belgio (23 aprile 1851)
- Membro della Commissione sulle domande di congedo (4 giugno 1851)
- Membro della Commissione per l'esame del progetto di riforma della tariffa doganale (26 giugno 1851)
- Membro della Commissione per l'esame del progetto di legge sul contratto del matrimonio civile (12 luglio 1852)
- Membro della Commissione di contabilità interna (29 dicembre 1853-29 maggio 1855)
- Membro della Commissione per l'esame del progetto di legge sul riordinamento dei consolati (14 maggio 1858)

Deputazioni
- Membro della Deputazione incaricata di presentare a Sua Maestà l'indirizzo di risposta al discorso della Corona (29 dicembre 1853; 27 febbraio 1861)

## Incarichi di Governo
Regno di Sardegna ante 4 marzo 1848:
- Primo segretario di Stato per gli affari della pubblica istruzione (30 novembre 1847-16 marzo 1848)

Regno di Sardegna post 4 marzo 1848 - Regno d'Italia:
- Presidente del Consiglio (19 agosto-11 ottobre 1848)
- Primo segretario di Stato dell'agricoltura e commercio ad interim (19 agosto-11 ottobre 1848)